# Croquembouche
El croquembouche (o croque-en-bouche, término francés que significa «cruje en boca») es una tarta de gran tamaño y de estructura escultórica que, en su versión más clásica, está constituida principalmente de profiteroles rellenos de crema pastelera y sujetos por azúcar caramelizada. Se trata de una tarta muy atractiva visualmente, y se suele servir en bodas, comuniones, bautizos y cumpleaños. Su nombre se debe al efecto crujiente que produce el caramelo endurecido al comerlo.

## Historia
El croquembouche ha sido utilizado como un pastel de celebración de bodas de la nobleza francesa desde principios del siglo XVIII.  Cada invitado a la boda llevaba uno o dos panes dulces para ayudar a crear una torre de bollos de crema. Como la tradición, la esperanza era que esta ceremonia les daría una vida próspera en conjunto, según siguiera su curso esto incluiría el también tener muchos hijos.[cita requerida]
Desde que Antonin Carême presentó un croque-en-bouche glaseado con pistachos en uno de sus suntuosos menús, y un croque-en-bouche de marrons glacés en otro, este tipo de tartas estuvieron muy en boga en los banquetes y bufetes de gala durante todo el siglo XIX. Los croquembouches más sofisticados adoptaban formas arquitecturales de las más variadas, como grutas, ruinas, ermitas o castillos. Se multiplicaron las recetas y se elaboraban con diversas piezas de repostería, como macarons, merengues, genovesa, nougat y petisús (profiteroles) que se rellenaban de crema pastelera perfumada con vainilla, nata montada, pasta de fruta o mazapán. Se añadía con frecuencia fruta fresca, confitada en azúcar y frutos secos. Para sujetar los elementos con los que se montaba la tarta, estos se glaseaban con azúcar cocido y no con caramelo.

## Características
La forma más común en el siglo XXI consiste en montar sobre una base circular de nougatine (masa sólida y compacta hecha a base de azúcar y almendras) una torre cónica de profiteroles (o petisús) de masa choux rellenos de crema dulce (crema pastelera, ganache, etc.) y acaramelados en una de sus caras. Es posible ayudarse de un molde cónico para conseguir más fácilmente la forma adecuada. Puede decorarse con hilos de caramelo u otras decoraciones como fruta escarchada, fresca o frutos secos, flores y pequeñas piezas de azúcar o de chocolate, etc.
Aunque la tradición exige que sea decorado con almendras, hay muchas maneras de servir este pastel versátil. Van desde lazada con azúcar hilado a chocolate con leche o semiamargo en forma de llovizna sobre toda la superficie. Al igual que con las tortas de boda tradicional, durante el corte de la torta, la mayoría de las parejas posan con un cuchillo contra el croquembouche antes de ser llevados para servir. A diferencia de dulces tradicionales para recepciones informales, es ideal para dejar sobre la mesa de buffet para los huéspedes que lleguen a recepción, etc.